# 69230 Hermes
69230 Hermes é um asteroide binário Apollo, cruzador da órbita de Marte e Vênus que passou próximo da Terra a aproximadamente o dobro da distância da Lua em 30 de outubro de 1937. É nomeado em relação ao deus grego Hermes.